# المغامرات المصورة (مجلة)
مجلة المغامرات المصورة هي سلسلة مجلات مصورة للهواة، تصدر في لبنان كل أسبوع عن مؤسسة بساط الريح. تشرف عليها فاطمة بعلبكي. تعتمد المجلة على ترجمة ونشر قصص مسلسلة أو كاملة.
قطع المجلة 24×17 سم وشعارها: «مجلة النشء الجديد في العالم العربي» وهو الشعار نفسه الذي ينتمي إلى مؤسسة بساط الريح. تعتمد المجلة في المقام الأول على القصص الكرتونية في 37 صفحة بالأبيض والأسود عدا الغلافين. صدرت في منتصف السبعينيات وليس هناك إشارة إلى المؤلف أو الرسام. تخلو المجلة من التسالي والمسابقات. تشمل إعلاناتها مطبوعات أخرى صادرة عن المؤسسة نفسها. سعر النسخة عام 1979م هو 150 قرشاً لبنانياً.

## السلاسل القصصية
زهرة البراري صياد الكنوز أسرار البحيرة العدد الحجري جنون الأفيال شمشون الجبار نجوم الخطر قصر الأخطار